# Jörg Diernberger
Jörg Diernberger (* 1964) ist ein deutscher Autor, Hörspielproduzent, Schauspieler und Journalist.

## Leben und Wirken
Diernberger wirkt als Autor und Regisseur u. a. bei MTV Germany, wo er Regisseur und Redaktionsleiter von Unter Ulmen mit Christian Ulmen war, und beim Westdeutschen Rundfunk, für den er 2006 die Show echt Böhmermann mit Jan Böhmermann realisierte.
In der ersten Staffel der ZDFneo-Sendung Stuckrad Late Night trat er in der Figur des Reporters Gero Schorch auf.
Er ist verheiratet und hat drei Kinder.